# ウンベルト・ヴィダル爆発事故
ウンベルト・ヴィダル爆発事故（リオ・ピエドラス爆発事故とも呼ばれる）とは1996年11月21日に、プエルトリコ・サンフアンリオ・ピエドラス地区にある「ウンベルト・ヴィダル」の靴店で発生したガス爆発である。
爆発により建物が崩壊し、33名が死亡、80名以上が負傷した。この事故は、この島で発生した最悪の災害の一つだと考えられる。

## 爆発状況
爆発は、1996年11月21日8時35分（現地時間）ごろ、サンフアン市リオ・ピエドラス地区のにぎやかな商業地域で発生した。ビルウンベルト・ヴィダルの靴店、宝石店、音楽店とウンベルト・ヴィダルの本社が入居する6階建ての建物が壊滅的な破壊を被った。
初動捜査では、爆発は、テロリストあるいは放火犯が爆弾を仕掛けたことによるものと思われた。しかし、爆発物の痕跡がなく、また放火犯が使用したと思われる可燃物も発見されなかった。
当時のアメリカ合衆国大統領ビル・クリントンはプエルトリコを被災地に指定し、被害者を助けるために連邦政府による援助を保証するとともに、国家運輸安全委員会の調査を開始した。エンロン社が所有するサンファンガス会社は、ガス爆発が発生した時、爆発現場となった建物へのガス供給を行っていなかったとして、一切の責任を否定した。

## 死者および負傷者
最終的に、この事故により33名が死亡し、80名以上が負傷した。犠牲者のほとんどは、爆発の瞬間に建物の中にいたが、ビル周辺の通りにいて犠牲になった者もいた。爆発の後、犠牲者の遺体は、近くのラ・ミラグロサ教会前に位置する歩道に安置され、その教会の枢機卿であるルイス・アポンテ・マルティネスにより臨終の人への最後の秘跡が行われた。

## 調査
国家運輸安全委員会の調査により、数人の人々が、事故に至るまでの数日間、建物内でガス漏れが発生しているのではないかと報告していたことが明らかとなった。店舗には、ガスの供給がなかったので、近くの別のガス管からガス漏れが発生していたと思われた。調査により、空気より重いプロパンガスを供給するガス管が破損していたことを発見した。数年前、水道管本管がガス管の下に配管されたが、その配管作業でガス管が曲げられた。ガス管が設置されたとき、すでに急激な曲げがあり、さらに、曲げストレスがかかった状態となった。よって、水道管本管の設置が、ガス管の破損につながったと思われる。
漏れたガスは、ガス管の周辺あるいはその上部から移動し、店の地下に入り、それが、ガスの悪臭の原因となった。しかし、最大の問題は、ガス会社の技術者が爆発する前にガスを検出することができなかったということであった。調査によると、ガスが地下約120センチメートル（47インチ）に存在していたのもかかわらず、ガスを検出するために使用した穴の深さがわずか46センチメートル（18インチ）であったことがわかった。そして、最大のミスは、地下でのガス漏れの検査にあった。技術者は建物に入る前に新鮮な空気の中で検査機器をオンしなければならなかったが、その時は建物に入ってから機器をオンしていた。そのためガスを検知することができなかった。
空調スイッチにより引火し、建物全体が骨格を残して吹き飛ばされた。
サンファンガス会社は責任を強く否定し、下水道で発生したガスによって引き起こされた可能性があると示唆した。しかし、下水道で発生したガスは空気より軽く天井に溜まるが、一方、空気より重いプロパンは床近くに溜まる。爆発により、商品の靴が上に吹き飛ばされていたことから、事故の元となったガスが地上にあったことを意味した。上向きに曲がった梁からも、爆風が下から来たことを判断することに十分であった。

## その後
サンファンガス会社は被害者の家族や被害を受けた企業のオーナーらによって訴えられ、その件数は計1,500件に上った。裁判の過程を通じて、企業は不法行為を認めなかった。すべての訴訟のうち、725件が裁判外で和解し、101件が会社に責任を認めた判決が下された。残りの訴訟は、2002年に28万ドル支払うことで結審した。会社の研修についての批判に対し、是正することを約束した。
サンフアン市の決議により、リオ・ピエドラス地区のすべてのガス管は、さらなる悲劇を避けるために撤去された。爆発の現場は、現在犠牲となった人々を忘れないための壁画が飾られている。

## 類似の事故
- 北見市都市ガス漏れ事故（2007年） - 日本の北海道北見市で発生した都市ガス漏れによる広域一酸化炭素中毒事故。ガス管破断から事故発覚に至る経緯、供給事業者の不適切な対応による被害拡大など共通点が多い。こちらは引火爆発には至らなかったが、都市ガス中の成分に有毒な一酸化炭素が含まれたため死者を出すことになった。

## 注記
1. ↑  “Río Piedras recuerda la traged”. WKAQ 580. (2006年11月21日) 2015年12月29日閲覧。
2. ↑  “Así huele la muerte”. El Nuevo Día. (2010年11月21日) 2015年12月29日閲覧。
3. 1 2  “Resolución Num. 72”. Municipio de San Juan (2007年3月28日). 2008年11月21日時点のオリジナルよりアーカイブ。2015年12月29日閲覧。
4. ↑  “Colegio declarado monumento histórico termina como hospitalillo”. Primera Hora. (2011年5月19日) 2015年12月29日閲覧。
5. ↑  “Humberto Vidal Building Explosion, 1996”. Federal Emergency Management Agency (2012年10月6日). 2015年3月21日時点のオリジナルよりアーカイブ。2015年12月29日閲覧。
6. ↑  “Deadly Explosion and Its Aftermath”. Chiro Web.  オリジナルの2015年6月10日時点におけるアーカイブ。 2015年12月29日閲覧。
7. ↑  “Transan casos judiciales de explosión Humberto Vidal”. Puerto Rico Herald (2002年12月20日). 2011年6月28日時点のオリジナルよりアーカイブ。2015年12月29日閲覧。

## メディア
- 衝撃の瞬間 - プエルトリコのガス爆発（Puerto Rico Gas Explosion） (第3シリーズ、エピソード13).